# Chromousambilla robertsoni
Chromousambilla robertsoni är en insektsart som beskrevs av Nicholas David Jago 1981. Chromousambilla robertsoni ingår i släktet Chromousambilla och familjen Lentulidae. Inga underarter finns listade i Catalogue of Life.